# Faimbe
Faimbe és un municipi francès situat al departament del Doubs i a la regió de Borgonya - Franc Comtat. L'any 2007 tenia 109 habitants.

## Demografia

### Població
El 2007 la població de fet de Faimbe era de 109 persones. Hi havia 42 famílies de les quals 8 eren unipersonals (4 homes vivint sols i 4 dones vivint soles), 15 parelles sense fills i 19 parelles amb fills.
La població ha evolucionat segons el següent gràfic:
Habitants censats

### Habitatges
El 2007 hi havia 41 habitatges, 40 eren l'habitatge principal de la família, 1 era una segona residència i 1 estava desocupat. 36 eren cases i 5 eren apartaments. Dels 40 habitatges principals, 35 estaven ocupats pels seus propietaris i 5 estaven llogats i ocupats pels llogaters; 6 tenien tres cambres, 4 en tenien quatre i 30 en tenien cinc o més. 33 habitatges disposaven pel capbaix d'una plaça de pàrquing. A 11 habitatges hi havia un automòbil i a 29 n'hi havia dos o més.

### Piràmide de població
La piràmide de població per edats i sexe el 2009 era:
| Homes | Edats   | Dones |
| ----- | ------- | ----- |
| 0     | 95 o +  | 0     |
| 0     | 90 a 94 | 0     |
| 0     | 85 a 89 | 1     |
| 0     | 80 a 84 | 0     |
| 2     | 75 a 79 | 0     |
| 0     | 70 a 74 | 0     |
| 1     | 65 a 69 | 1     |
| 1     | 60 a 64 | 1     |
| 3     | 55 a 59 | 2     |
| 3     | 50 a 54 | 3     |
| 5     | 45 a 49 | 8     |
| 3     | 40 a 44 | 2     |
| 8     | 35 a 39 | 7     |
| 1     | 30 a 34 | 5     |
| 8     | 25 a 29 | 4     |
| 1     | 20 a 24 | 3     |
| 7     | 15 a 19 | 5     |
| 5     | 10 a 14 | 2     |
| 10    | 5 a 9   | 6     |
| 3     | 0 a 4   | 4     |

## Economia
El 2007 la població en edat de treballar era de 76 persones, 56 eren actives i 20 eren inactives. De les 56 persones actives 51 estaven ocupades (32 homes i 19 dones) i 5 estaven aturades (2 homes i 3 dones). De les 20 persones inactives 6 estaven jubilades, 7 estaven estudiant i 7 estaven classificades com a «altres inactius».
Activitats econòmiques
Dels 6 establiments que hi havia el 2007, 1 era d'una empresa extractiva, 1 d'una empresa de fabricació d'altres productes industrials, 3 d'empreses de construcció i 1 d'una empresa de comerç i reparació d'automòbils.
Dels 4 establiments de servei als particulars que hi havia el 2009, 1 era un taller de reparació d'automòbils i de material agrícola, 2 guixaires pintors i 1 electricista.

## Equipaments sanitaris i escolars
El 2009 hi havia una escola elemental integrada dins d'un grup escolar amb les comunes properes formant una escola dispersa.

## Poblacions més properes
El següent diagrama mostra les poblacions més properes.